# Argyrodes argentatus
Argyrodes argentatus es una araña cleptoparásita.
En Singapur, se ve a menudo en redes de Nephila antipodiana.
En Guam, a menudo se pueden encontrar en las redes colgando de la araña Argiope appensa: Mientras que A. appensa logra una longitud corporal de 7 cm, mientras que la hembra de A. argentatus solo llegan a los 3 mm de longitud, y los machos 2 mm a lo sumo.

## Distribución
Se ha encontrado en China, Japón, Guam, Tailandia, Birmania, Vietnam, Sri Lanka, las Indias Orientales (Singapur, Nueva Guinea) y Hawái.

## Nombre
El nombre de la especie argentatus que en latín significa "plateada".